# Krajcar Breg
Krajcar breg službeni je naziv naselja koje se nalazi na krajnjem zapadu općine u Žminj. Naselje je poznato i pod nazivom Krajcarov brig i Krajcar brijeg. Naselje se sastoji od podnaselja Vitulići i Krajcari.

## Zemljopis
Naselje je udaljeno 5 km od Žminja na zapad, 3 km od Sv. Petar u Šumi na jug i 5 km od Kanfanara na sjever. (45 st. i 9 min N; 13 st. 55 min E; 230 m nm). Smješten je na vapnenačkom brdu iznad Drage koja povezuje Limski kanal i Pazinsku jamu

## Stanovništvo
| broj stanovnika | 60    | 61    | 74    | 69    | 93    | 98    | 113   | 81    | 98    | 86    | 82    | 76    | 58    | 52    | 52    | 50    | 48    |
|                 | 1857. | 1869. | 1880. | 1890. | 1900. | 1910. | 1921. | 1931. | 1948. | 1953. | 1961. | 1971. | 1981. | 1991. | 2001. | 2011. | 2021. |